# Tillia (département)
Tillia est un département de la région de Tahoua au Niger.

## Géographie
Le département de Tillia se trouve à l'ouest du pays, limitrophe du Mali. Il s'étend sur le territoire de la commune rurale du même nom, Tillia .
Les zones de chasse de Tillia et de Télemces font partie des zones de chasse officielles du Niger, désignées par la Direction générale de l'Etat de l'Environnement, des Eaux et Forêts.

## Histoire
Le département remonte dans l'époque du poste administratif de Tillia, créé en 1964. En 2011, le poste administratif est séparé du département de Tchintabaraden et élevé au département de Tillia. À la suite du conflit dans le nord du Mali, le gouvernement du Niger a déclaré l'état d'urgence dans le département de Tillia et plusieurs autres départements depuis mars 2017, qui a depuis été prolongé à plusieurs reprises dans plusieurs départements.

## Population
Selon le recensement général de la population et de l'habitat de 2012, le département de Tillia compte 39 067 habitants. De 2001 à 2012, la population a augmenté en moyenne de 7,5 par an % (à l'échelle nationale : 3,9 %).

## Administration

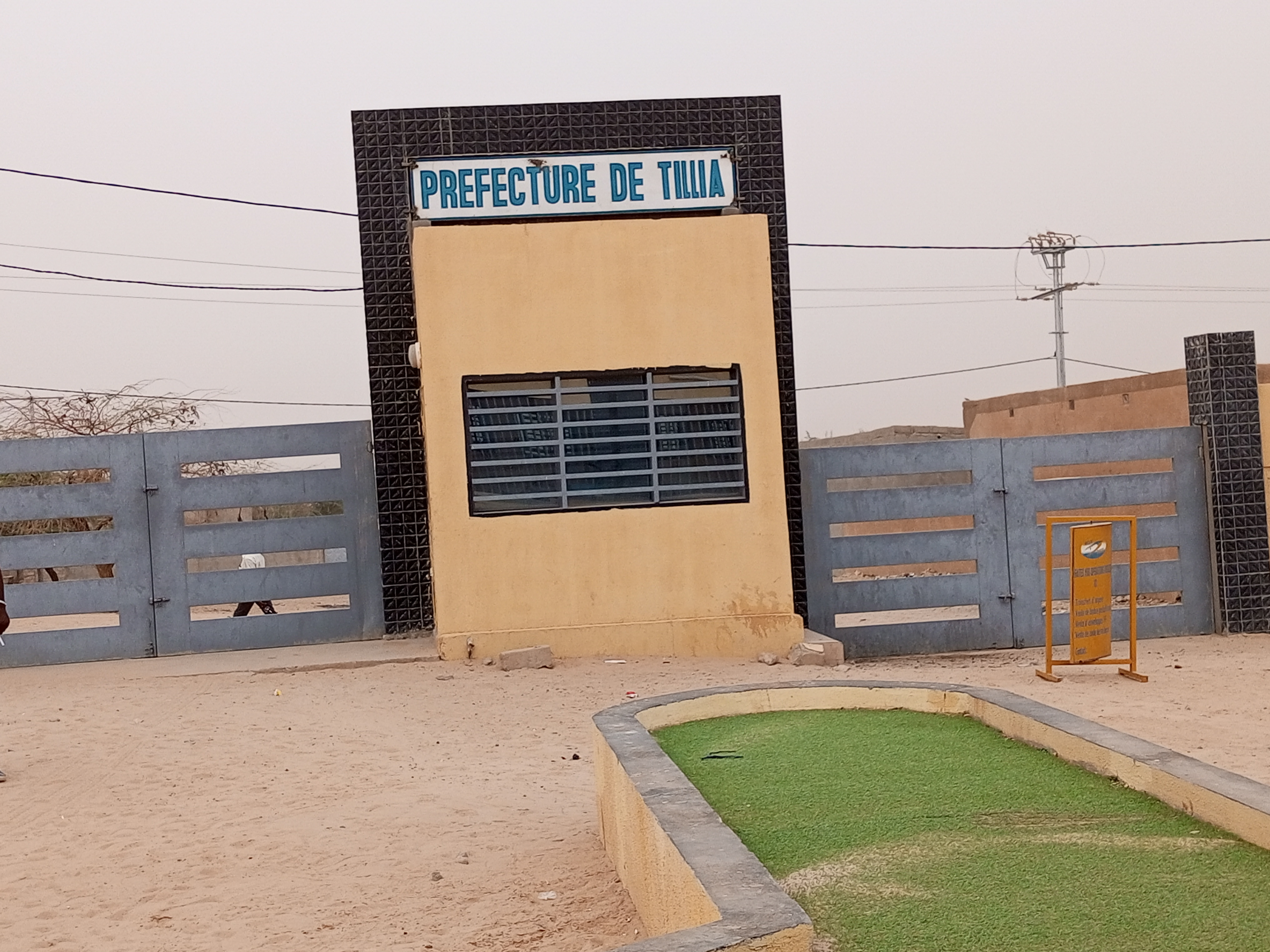
Préfecture du Département de Tillia (2023)

A la tête du département se trouve une autorité qui est le préfet (français : préfet ), nommé en Conseil des ministres sur proposition du ministre de l' Intérieur .
| mandat                              | Nom de famille                      |
| ----------------------------------- | ----------------------------------- |
| 29 Février 2012 - 4ème Déc 2013     | Boureïma Seyni                      |
| 4. décembre 2013 – 25 juin 2015     | Alhousei Biki (alias Alhousei Biky) |
| 25 juin 2015 – 29 juil. 2016        | Ghosman Bilal                       |
| 29 juillet 2016 – 23 mar 2017       | Nafa Rouéba                         |
| 23 mar 2017 – 9ème octobre 2018     | Emini Ahmed                         |
| 9. octobre 2018 – 26 juil. 2019     | Bockli Najim (alias Bokli Najim)    |
| 26 juillet 2019 – 13 novembre 2020  | Ibrahim Ilasso                      |
| 13. novembre 2020 – 8 novembre 2021 | Banque Welan Alkhousseini           |
| depuis le 8 novembre 2021           | Aboubacar Alhousseini Algoubass     |